# واچوفسکی‌ها
لانا واچوفسکی (انگلیسی: Lana Wachowski، متولد ۲۱ ژوئن ۱۹۶۵، پیشتر با نام لری واچوفسکی) و لیلی واچوفسکی (انگلیسی: Lilly Wachowski، متولد ۲۹ دسامبر ۱۹۶۷، پیشتر با نام اندی واچوفسکی) کارگردانان، نویسندگان و تهیه‌کنندگان فیلم و تلویزیون آمریکایی هستند. خواهران هر دو زن ترنس هستند.
آن دو که در مجموع به عنوان واچوفسکی‌ها (به انگلیسی: The Wachowskis) شناخته می‌شوند  (‎/wəˈtʃaʊski/‎)، نخستین کارگردانی خود را در سال ۱۹۹۶ با فیلم محدودیت انجام دادند و با دومین فیلم خود ماتریکس (۱۹۹۹) به شهرت رسیدند که موفقیتی بزرگ در گیشه بود و برای آن‌ها جایزهٔ ساترن برای بهترین کارگردانی را به ارمغان آورد. آن‌ها دو دنباله برای این فیلم نوشتند و کارگردانی کردند، بارگذاری مجدد ماتریکس و انقلاب‌های ماتریکس (هر دو در سال ۲۰۰۳)، و در نوشتن و ساخت آثار دیگر در ماتریکس مشارکت داشتند.
واچوفسکی‌ها پس از موفقیت تجاری سری ماتریکس، فیلم وی مثل وندتا (اقتباسی از رمان گرافیکی آلن مور و دیوید لوید) را در سال ۲۰۰۵ نوشتند و ساختند و در سال ۲۰۰۸ فیلم مسابقه سرعت را منتشر کردند. اطلس ابر، بر پایهٔ رمانی از دیوید میچل و نویسندگی و کارگردانی مشترک تام تایکور، در سال ۲۰۱۲ اکران شد. فیلم آن‌ها صعود ژوپیتر و سریال سنس۸ از نتفلیکس، با کارگردانی مشترک جی. مایکل استرازینسکی، در ۲۰۱۵ اکران شد؛ فصل دوم سنس۸ در سال ۲۰۱۸ به پایان رساند و اولین کار خلاقانهٔ بزرگ لانا بدون لیلی بود.
از پایان سریال سنس۸، واچوفسکی‌ها به‌طور جداگانه روی پروژه‌های مختلفی کار می‌کردند: لیلی چندین قسمت از کار در حال انجام (۲۰۱۹) را برای شوتایم کارگردانی و نویسندگی کرد، در حالی که لانا کارگردانی فیلم رستاخیزهای ماتریکس را برعهده داشت که با همکاری میچل و الکساندر هیمون نوشته شده بود و در دسامبر ۲۰۲۱ اکران شد.

## زندگی‌های شخصی

### اوایل زندگی
لانا در سال ۱۹۶۵ در شیکاگو به دنیا آمد. لیلی دو سال و نیم بعد در سال ۱۹۶۷ به دنیا آمد. مادر آنها، لین (با نام لاکینبیل)، یک پرستار و نقاش بود. پدر آنها، ران واچوفسکی، یک تاجر لهستانی تبار بود. لارنس لاکینبیل بازیگر، تهیه‌کننده و برنده جوایز امی ساعات پربیننده عموی آنها است. ران و لین به فاصله پنج هفته در اواخر دهه ۲۰۱۰ درگذشتند. آنها دو خواهر دیگر دارند: جولی و لورا. جولی به عنوان دستیار هماهنگ‌کننده در فیلم محدودیت شناخته شده‌است. او رمان‌نویس و فیلمنامه‌نویس است.
خانواده واچوفسکی در مدرسه ابتدایی کلوگ در منطقه بورلی شیکاگو تحصیل کردند و به ترتیب در سال‌های ۱۹۸۳ و ۱۹۸۵ از دبیرستان ویتنی یانگ، که به خاطر برنامه درسی هنرهای نمایشی و علوم خود شهرت دارد، فارغ‌التحصیل شدند. همکلاسی‌های سابق آنها را در حال بازی سیاه‌چال‌ها و اژدهایان و کار در تئاتر و برنامه تلویزیونی مدرسه به یاد می‌آورند.
لانا به کالج بارد در نیویورک و لیلی به کالج امرسون در بوستون رفت. هر کدام قبل از فارغ‌التحصیلی ترک تحصیل کردند و یک تجارت نقاشی و ساخت و ساز خانه در شیکاگو را اداره کردند.
آنها در سال ۱۹۹۳ چندین شماره اکتوکید برای مارول کامیکس (که توسط رمان‌نویس ترسناک کلایو بارکر ایجاد شد) نوشتند که به لانا نسبت داده شد. آنها همچنین برای سریال‌های هل‌ریزر از کلایو بارکر و نایت‌برید از کلایو بارکر برای کمیک‌های افسانه‌ای مارول نوشتند.
لیلی در سال ۱۹۹۱ با آلیسا بلاسینگیم ازدواج کرد. او در سال ۲۰۱۶ به داشتن دوست پسر اشاره کرد. او در ۲۰۱۹ گفت که میکی ری ماهونی شریک زندگی او شده و با او نقل مکان کرد. ماهونی یک استاد کمکی در دانشکده انستیتوی هنر شیکاگو و یک مرد ترنس است.
لانا در سال ۱۹۹۳ با تئا بلوم ازدواج کرد. پس از انتشار ماتریکس، لانا شروع به حضور در یک کلوب بی‌دی‌اس‌ام در لس آنجلس به نام دانجن (The Dungeon) کرد، جایی که با کارین وینسلو آشنا شد، کسی که در آنجا به عنوان یک دامیناتریکس زیر نام ایلسا استریکس کار می‌کرد. بلوم در سال ۲۰۰۲ پس از کشف این رابطه از لانا طلاق گرفت. لانا و کارین اولین حضور عمومی خود را با هم در اولین نمایش ماتریکس ۲ در سال ۲۰۰۳ انجام دادند و در سال ۲۰۰۹ ازدواج کردند. وینسلو یکی از اعضای هیئت مدیره خانه شیکاگو و آژانس خدمات اجتماعی است.
این دو که توسط پدری «خداناباور و سرسخت» و مادر «کاتولیک سابق، شمن‌باور» بزرگ شدند، زمانی عقاید مذهبی خود را غیر-مذهبی توصیف کردند. لانا یک گیاهخوار است. در طول انتخابات مقدماتی ریاست جمهوری حزب دموکرات در سال ۲۰۱۶، ادوکیت یک پیام ویدیویی از لانا منتشر کرد که در آن صحبت می‌کرد که چرا از برنی سندرز حمایت می‌کند.

### تغییر جنسیت لانا

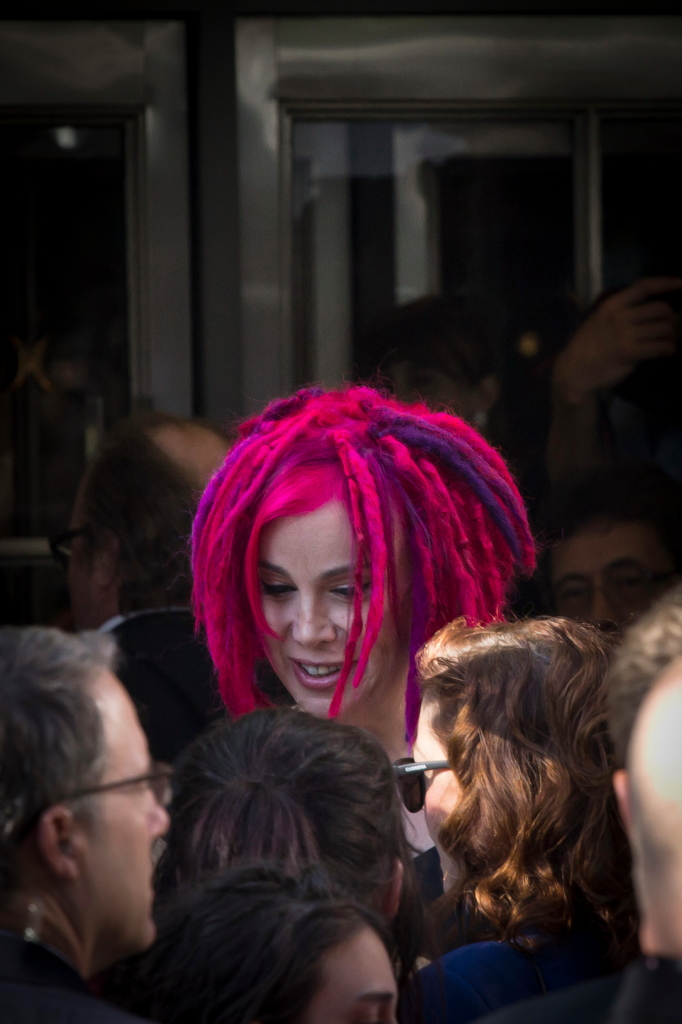
لانا در جشنواره بین‌المللی فیلم تورنتو ۲۰۱۲

شایعاتی مبنی بر مراحل گذار جنسیت لانا واچوفسکی در اوایل دهه ۲۰۰۰ منتشر شد، اگرچه هیچ‌یک از خواهران در آن زمان مستقیماً در مورد این موضوع صحبت نکردند. در سال ۲۰۰۳، گاتامیست انتقال احتمالی را گزارش کرد. در مصاحبه‌ای در سال ۲۰۰۷، جوئل سیلور، تهیه‌کننده بسیاری از فیلم‌های واچوفسکی، گفت که شایعات مربوطه «همگی نادرست هستند» و گفت که «آنها مصاحبه نمی‌کنند، پس مردم چیزهایی را می‌سازند.» اعضای خدمه‌ای که روی مسابقه سرعت کار می‌کردند چیزهای مشابهی گفتند.
لانا انتقال خود را پس از انتشار مسابقه سرعت سال ۲۰۰۸ و حداقل تا دسامبر ۲۰۱۰ به‌طور عمومی فاش کرد، پس از آن مجلات تجاری و روزنامه‌ها از او به عنوان "لانا واچوفسکی»، و از این دو به عنوان «اندی و لانا واچوفسکی» نام بردند. در برخی از اسناد نام او به عنوان لاورنسا واچوفسکی نشان داده شده‌است. در ژوئیه ۲۰۱۲، لانا اولین حضور عمومی خود را پس از انتقال جنیست، در ویدئویی در مورد فرآیند خلاقیت در پشت اطلس ابری انجام داد. لانا اولین کارگردان بزرگ هالیوود است که به عنوان تراجنسیتی ظاهر شد.
در سپتامبر ۲۰۱۲ در مصاحبه ای با الکساندر همن از نیویورکر، لانا حادثه‌ای را در کلاس سوم مدرسه کاتولیک توصیف کرد که در آن مردد بود به خط پسران بپیوندد و ناخودآگاه خود را به عنوان متعلق به دختران پذیرفت.
در اکتبر ۲۰۱۲، لانا واچوفسکی جایزه دید کمپین حقوق بشر را دریافت کرد. او در سخنرانی پذیرش خود فاش کرد که یک بار در دوران جوانی به دلیل احساس سردرگمی در مورد هویت جنسی خود به خودکشی فکر کرده‌است. سخنرانی پذیرش او یکی از طولانی‌ترین حضورهای عمومی هر یک از خواهران گوشه‌گیر بود. لانا گفت، اگرچه او و لیلی در دهه گذشته به‌طور علنی در مورد انتقال خود اظهار نظر نکرده بودند، اما اصلاً به این دلیل نبود که از آن خجالت می‌کشید یا اینکه این موضوع را از خانواده و دوستانش مخفی نگاه می‌داشت. در عوض، او اظهار داشت، این دو به‌طور کلی از رسانه‌های خبری خجالتی هستند و ترجیح می‌دهند حریم خصوصی خود را حفظ کنند. با مقایسه قرار گرفتن در معرض رسانه‌ها با از دست دادن باکرگی به عنوان یک رویداد غیرقابل برگشت که فقط یک بار اتفاق می‌افتد، واچوفسکی‌ها سعی کرده بودند از انظار عمومی دور بمانند. آنها می‌ترسیدند حریم خصوصی خود و توانایی رفتن به مکان‌های عمومی را بدون توجه و آزار به عنوان افراد مشهور از دست بدهند.
لانا در توضیح تصمیم خود برای حضور در رویداد اچ‌آرسی، گفت:
کارهایی هست که برای خودمان انجام می‌دهیم، اما کارهایی هم هست که برای دیگران انجام می‌دهیم. من اینجا هستم چون وقتی جوان بودم، خیلی دلم می‌خواست نویسنده شوم، می‌خواستم فیلمساز شوم، اما نتوانستم کسی مثل خودم را در این دنیا پیدا کنم و احساس می‌کردم رویاهایم صرفاً به این دلیل که جنسیت من کمی معمولی‌تر از دیگران بود از بین رفته‌است. اگر من بتوانم آن شخص برای شخص دیگری باشم، فدا کردن زندگی خصوصی مدنی من ممکن است ارزش آن را داشته باشد.
در فوریه ۲۰۱۴، لانا جایزه آزادی را از برابری ایلینوی در جشن سالانه خود در شیکاگو دریافت کرد.

### تغییر جنسیت لیلی

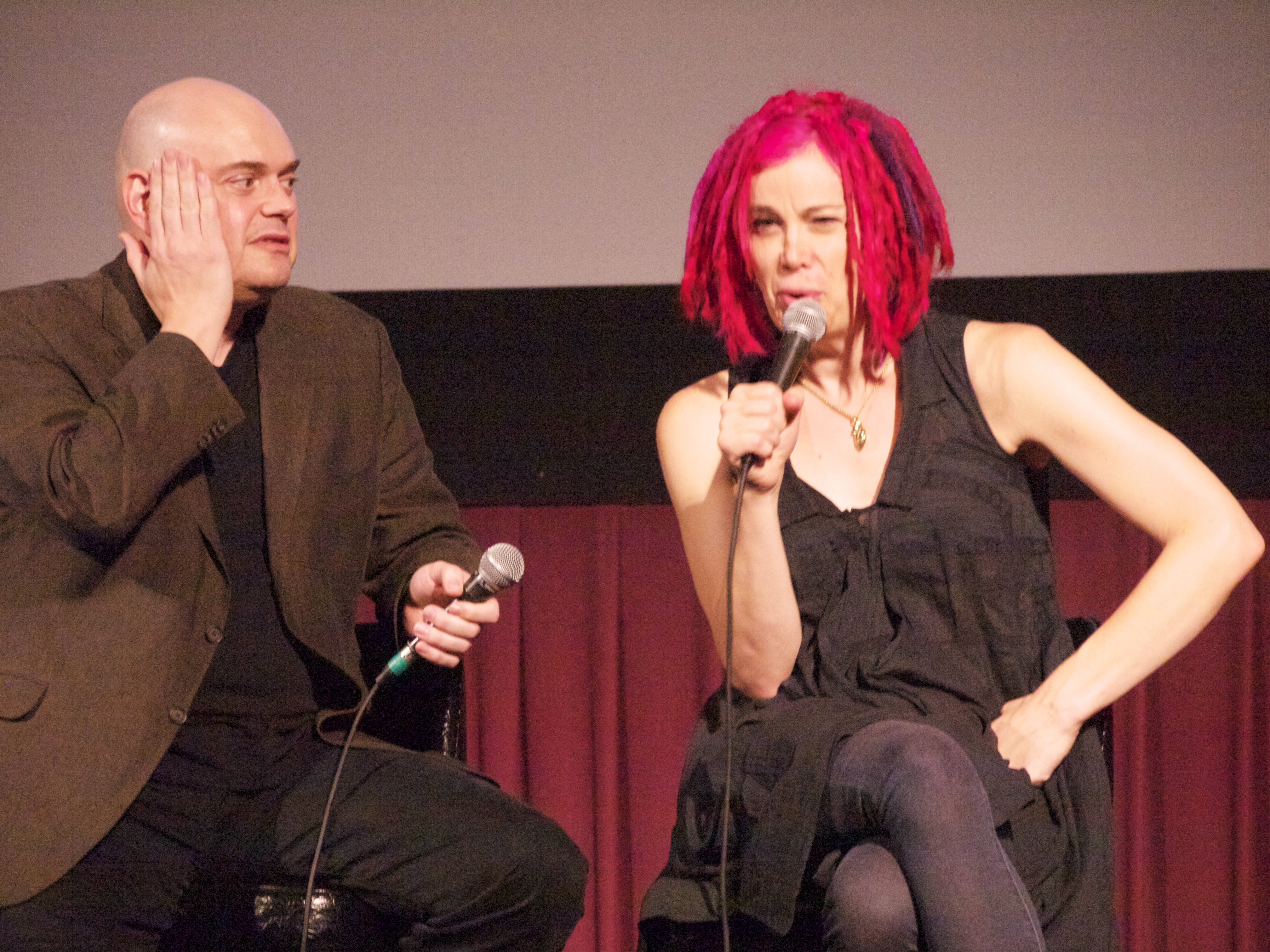
لیلی (چپ) و لانا واچوفسکی در ۲۰۱۲

در مارس ۲۰۱۶، لیلی واچوفسکی نیز به عنوان یک زن تراجنسیتی ظاهر شد و پس از ملاقات خبرنگاری از روزنامه دیلی میل که تلاش کرده بود در مورد آن با او مصاحبه کند، بیانیه ای را برای ویندی سیتی تایمز صادر کرد. او در آن مقاله گفت: «من یکی از خوش‌شانس‌ها هستم. برخورداری از حمایت خانواده‌ام و امکانات مالی برای پزشکان و درمانگران به من این شانس را داده‌است که واقعاً از این روند جان سالم به در ببرم. تراجنسیتی‌ها بدون حمایت، امکانات و امتیاز این تجمل را ندارند و بسیاری زنده نمی‌مانند.»
اولین حضور عمومی او از زمان شروع انتقال، چند هفته بعد، در بیست و هفتمین جایزه رسانه‌ای گلد بود، جایی که او جایزه‌ای را برای سریال سنس۸ در ردهٔ سریال‌های درام برجسته دریافت کرد. او گفت: «من احساس وظیفه نمی‌کردم که اینجا باشم، اما می‌خواستم کاری انجام دهم. این یک نعمت غیر مترقبه است که جوایز چند هفته بعد برگزار شد و نمایش ما برای دریافت جایزه آماده شد.»

## آثار

### فیلم‌ها
| سال  | عنوان                    | عملکرد به عنوان | عملکرد به عنوان   | عملکرد به عنوان | یادداشت                                                                                         |
| سال  | عنوان                    | کارگردانان      | نویسندگان         | تهیه‌کنندگان     | یادداشت                                                                                         |
| ---- | ------------------------ | --------------- | ----------------- | --------------- | ----------------------------------------------------------------------------------------------- |
| ۱۹۹۵ | آدم‌کش‌ها                  | نه              | آری               | نه              | [ ۴۱ ] [ ۴۲ ] [ ۴۳ ]                                                                            |
| ۱۹۹۶ | محدودیت                  | آری             | آری               | اجرایی          |                                                                                                 |
| ۱۹۹۹ | ماتریکس                  | آری             | آری               | اجرایی          |                                                                                                 |
| ۲۰۰۱ | بازدید ماتریکس           | نه              | نه                | اجرایی          | مستند                                                                                           |
| ۲۰۰۳ | انیماتریکس               | نه              | آری               | آری             | فیلم ویدیویی نویسندگی: پرواز نهایی اوزیریس داستان از: دومین رنسانس قسمت اول و دوم و داستان کودک |
| ۲۰۰۳ | بارگذاری مجدد ماتریکس    | آری             | آری               | اجرایی          |                                                                                                 |
| ۲۰۰۳ | انقلاب‌های ماتریکس        | آری             | آری               | اجرایی          |                                                                                                 |
| ۲۰۰۵ | وی مثل وندتا             | نه              | آری               | آری             | مدیران واحد دوم                                                                                 |
| ۲۰۰۷ | تهاجم                    | نه              | ناموجود در تیتراژ | نه              | بازنویسی                                                                                        |
| ۲۰۰۸ | مسابقه سرعت              | آری             | آری               | آری             |                                                                                                 |
| ۲۰۰۹ | نینجای آدمکش             | نه              | نه                | آری             |                                                                                                 |
| ۲۰۱۲ | کلاود اطلس               | آری             | آری               | آری             | کارگردانی مشترک با تام تیکور                                                                    |
| ۲۰۱۴ | در گوگل جستجویم کن عزیزم | نه              | نه                | اجرایی          | فیلم کوتاه                                                                                      |
| ۲۰۱۵ | صعود ژوپیتر              | آری             | آری               | آری             |                                                                                                 |
| ۲۰۲۱ | رستاخیزهای ماتریکس       | لانا            | لانا              | لانا            |                                                                                                 |

### تلویزیون
| سال        | عنوان            | عملکرد به عنوان | عملکرد به عنوان                   | عملکرد به عنوان                   |                                   | یادداشت                                                 |
| سال        | عنوان            | سازندگان        | شورانرها                          | نویسندگان                         | کارگردانان                        | یادداشت                                                 |
| ---------- | ---------------- | --------------- | --------------------------------- | --------------------------------- | --------------------------------- | ------------------------------------------------------- |
| ۲۰۱۵–۲۰۱۸  | سنس۸             | آری             | فصل ۱: واچوفسکی‌ها فصل ۲: فقط لانا | فصل ۱: واچوفسکی‌ها فصل ۲: فقط لانا | فصل ۱: واچوفسکی‌ها فصل ۲: فقط لانا | ایجاد مشترک با جی. مایکل استرازینسکی                    |
| ۲۰۱۹–اکنون | کار در حال انجام | نه              | لیلی                              | لیلی                              | لیلی                              | قسمت‌ها: «اوه بگو می‌توانی ببینی» و «من تو را آزاد می‌کنم» |

### بازی‌های ویدیویی
| سال  | عنوان                | عملکرد به عنوان | عملکرد به عنوان | یادداشت                     |
| سال  | عنوان                | مدیر نوآوری     | فیلم‌نامه‌نویس    | یادداشت                     |
| ---- | -------------------- | --------------- | --------------- | --------------------------- |
| ۲۰۰۳ | ماتریکس را وارد کنید | آری             | آری             | [ ۵۲ ] [ ۵۳ ] [ ۵۴ ] [ ۵۵ ] |
| ۲۰۰۵ | ماتریکس آنلاین       | آری             | نه              | [ ۵۶ ] [ ۵۷ ] [ ۵۸ ]        |
| ۲۰۰۵ | ماتریکس: راه نئو     | آری             | آری             | [ ۵۹ ] [ ۶۰ ] [ ۶۱ ]        |
| ۲۰۲۱ | ماتریکس بیدار می‌شود  | فقط لانا        | فقط لانا        | [ ۶۲ ]                      |

### کتاب‌های کمیک
| سال             | عنوان                  | عملکرد به عنوان | عملکرد به عنوان | یادداشت                                              |
| سال             | عنوان                  | نویسندگان       | ناشران          | یادداشت                                              |
| --------------- | ---------------------- | --------------- | --------------- | ---------------------------------------------------- |
| ۱۹۸۹–۱۹۹۴       | هل‌ریزر از کلایو بارکر  | فقط لانا        |                 | شماره‌ها: ۸–۹، ۱۲–۱۳ و هل‌ریزر: بهار کشتار – ریزینگ هل |
| ۱۹۹۲            | نژاد شب از کلایو بارکر | فقط لانا        |                 | جلد ۱۷                                               |
| ۱۹۹۳            | کتاب ملعون کلایو بارکر | فقط لانا        |                 | جلدها: ۱–۲ و ۴.                                      |
| ۱۹۹۳–۱۹۹۴       | اکتوکید                | فقط لانا        |                 | جلذها: ۳–۹                                           |
| ۱۹۹۹–۲۰۰۴       | ماتریکس                | آری             | آری             | نویسندگی: «بیت‌ها و تکه‌های اطلاعات»                   |
| ۲۰۰۴–۲۰۰۷، ۲۰۱۹ | دکتر فرانکشتاین        | آری             | آری             | [ ۶۵ ]                                               |
| ۲۰۰۴–۲۰۰۷       | شائولین کابوی          | فقط در خلاصه    | آری             | [ ۶۶ ]                                               |

### نماهنگ
| سال  | عنوان                   | هنرمند            | یادداشت       |
| ---- | ----------------------- | ----------------- | ------------- |
| ۲۰۰۹ | «صرع در حال رقصیدن است» | آنتونی و جانسون‌ها | [ ۶۷ ] [ ۶۸ ] |

## یادداشت
1. ↑  سابقاً «برادران واچوفسکی» آنها همچنین در رسانه‌ها به عنوان «خواهران واچوفسکی» و «واچوفسکی‌ها» نامیده شده‌اند.
2. ↑  Final Flight of the Osiris
3. ↑  The Second Renaissance Part I & II
4. ↑  Kid's Story
5. ↑  Google Me Love
6. ↑  Oh Say Can You See
7. ↑  I Release You
8. ↑  Hellraiser: Spring Slaughter – Razing Hell
9. ↑  Bits and Pieces of Information
10. ↑  Epilepsy Is Dancing